# Susann Müller
Susann Müller (* 26. Mai 1988 in Saalfeld/Saale) ist eine deutsche Handballspielerin und -trainerin.

## Karriere

### Im Verein
Müller begann im Alter von sieben Jahren das Handballspielen beim 1. SSV Saalfeld und wechselte 2003 zum HC Leipzig. Anfangs war sie in der Jugendabteilung vom HCL aktiv und stand ab der Saison 2006/07 im Kader der Bundesligamannschaft. Müller warf in der ersten Saisonhälfte über 60 Tore in der Bundesliga, woraufhin im November 2006 ihr Vertrag vorzeitig bis zum 30. Juni 2010 verlängert wurde. In vier Spielzeiten für Leipzig errang sie insgesamt fünf nationale Titel.
Die Linkshänderin spielte ab dem Sommer 2010 für den dänischen Erstligisten SK Aarhus. Der Wechsel hatte private Gründe; ihre Lebensgefährtin Nina Müller, mit der sie sich 2016 verpartnerte, spielte zu diesem Zeitpunkt beim dänischen Verein Randers HK. Müller wurde erst im September 2010 das Spielrecht erteilt, wodurch sie das erste Ligaspiel aussetzen musste. Als SK Århus 2011 in finanzielle Schwierigkeiten geriet, wechselte Müller zu Randers HK. In der Saison 2011/12 gewann sie mit Randers die Meisterschaft und war mit 124 Treffern die erfolgreichste Torschützin ihrer Mannschaft. Müller lief in der darauffolgenden Spielzeit für den slowenischen Verein RK Krim auf. Im Sommer 2013 kehrte sie wieder zum HC Leipzig zurück. Nachdem sie in der Saison 2014/15 für den ungarischen Spitzenverein Győri ETO KC auflief, steht sie seit Juli 2015 beim deutschen Verein SG BBM Bietigheim unter Vertrag. Mit Bietigheim gewann sie 2017 die deutsche Meisterschaft. Zu Weihnachten 2017 wurden sie und Nina Müller von Bietigheim freigestellt. Im Juli 2018 wurde ihr Vertrag in beiderseitigem Einvernehmen aufgelöst. Anschließend schloss sie sich dem dänischen Erstligisten Silkeborg-Voel KFUM an. Nachdem Müller nach der Saison 2018/19 Silkeborg verlassen hatte, übernahm sie im September 2019 das Traineramt vom Zweitligisten Füchse Berlin.

### In der Nationalmannschaft
Müller gehörte anfangs dem Kader der deutschen Jugend- sowie Juniorinnen-Nationalmannschaft an. Mit der Juniorinnen-Auswahl gewann sie 2008 die U20-Weltmeisterschaft. Im Finale gegen Dänemark erzielte sie mit sieben Toren die meisten Treffer für die deutsche Mannschaft.
Die 1,86 m große Rückraumspielerin wurde vom damaligen Bundestrainer Armin Emrich in den erweiterten EM-Kader 2006 aufgenommen, jedoch nahm sie letztendlich nicht am Turnier teil. Erst am 18. Oktober 2007 gab Müller im Spiel gegen Japan ihr Debüt in der deutschen Nationalmannschaft. Müller nahm anschließend an der Weltmeisterschaft 2007 in Frankreich teil, erzielte in sechs Partien insgesamt zwei Treffer und gewann mit dem DHB-Team die Bronzemedaille. Ein Jahr später verzichtete Müller auf die Teilnahme an der Europameisterschaft 2008, da sie aufgrund der großen Belastungen der vorigen Jahre eine Pause benötigte.
Müller stand wieder bei der Handball-Weltmeisterschaft der Frauen 2009 in China im Aufgebot der deutschen Nationalmannschaft. Mit der DHB-Auswahl belegte sie den siebten Rang und war mit 34 Toren in neun Spielen hinter Franziska Mietzner die zweiterfolgreichste deutsche Schützin. Ihre nächste Turnierteilnahme war die Europameisterschaft 2010. An der WM 2011 sowie der EM 2012 konnte sie verletzungsbedingt nicht teilnehmen. Mit Deutschland nahm sie an der Weltmeisterschaft 2013 teil. Müller war mit 62 Treffern Torschützenkönigin des Turniers und wurde weiterhin in das Allstar-Team gewählt. Aufgrund der Folgen einer Fingerverletzung, wurde Müller erst vor dem zweiten Spiel der EM 2014 nachnominiert. Nach dem Vorrundenspiel gegen Serbien war der Wettbewerb für Müller wieder beendet, da die Fingerverletzung ihr wieder Probleme bereitete.
Für die Vorbereitungen zur Heim-Weltmeisterschaft Ende 2017 wurde sie von Bundestrainer Michael Biegler nicht mehr berücksichtigt.

### Erfolge
Nationalmannschaft
- 3. Platz Weltmeisterschaft 2007 in Frankreich
- U20-Weltmeister 2008 in Mazedonien
- Schüler-Weltmeisterin 2004

Vereine
- Deutscher Meister 2009, 2010 mit HC Leipzig sowie 2017 mit Bietigheim
- Deutscher Pokalsieger 2007, 2008, 2014 mit HC Leipzig
- Supercup 2008 mit HC Leipzig
- Dänischer Meister 2012 mit Randers HK
- Slowenischer Meister 2013 mit RK Krim[35]
- Slowenischer Pokalsieger 2013 mit RK Krim
- Ungarischer Pokalsieger 2015 mit Győri ETO KC

### Ehrungen
- Handballerin des Jahres 2013[36]